# Etilén-diamin
Az etilén-diamin (ligandumként rövidítése en) szerves vegyület, képlete C2H4(NH2)2. Színtelen, ammóniára emlékeztető szagú folyadék, erősen bázisos amin. Kémiai szintézisekben széles körben alkalmazzák, 1998-ban mintegy 500 000 tonnát állítottak elő belőle. Készségesen reagál a párás levegő víztartalmával, ekkor korrozív, mérgező és irritáló köd képződik, mely már rövid ideig tartó kitettség esetén is súlyos egészségkárosodást okozhat. Az úgynevezett polietilén-aminok sorozatának első tagja.

## Előállítása
Iparilag 1,2-diklóretán ammóniával történő kezelésével állítják elő nyomás alatt, 180 °C hőmérsékleten vizes közegben:
A reakció során hidrogén-klorid keletkezik, mely az aminnal sót képez. Az amint nátrium-hidroxid hozzáadásával szabadítják fel, majd rektifikációval nyerik ki. Melléktermékként dietilén-triamin (DETA) és trietilén-tetramin (TETA) keletkezik.
Egy másik ipari eljárás szerint etanolamint reagáltatnak ammóniával:
Ebben a folyamatban a gázállapotú reaktánsokat nikkel heterogén katalizátor felett vezetik át.
Vízmentesítése nátrium-hidroxidos kezeléssel, majd azt követő desztillációval történhet.

## Felhasználása
A vegyipar nagy mennyiségben használja különféle vegyületek előállítására. Származékokat képez karbonsavakkal (köztük a zsírsavakkal), nitrilekkel, alkoholokkal (magasabb hőmérsékleten), alkilezőszerekkel, szén-diszulfiddal, valamint aldehidekkel és ketonokkal. Bifunkciós – két aminocsoportot tartalmazó – szerkezete miatt könnyen képez heterociklusokat, például imidazolidineket.

### Kelátképzők, gyógyszerek és agrokemikáliák előállítása
Legismertebb származéka az EDTA kelétképző, melyet etilén-diaminból kiinduló Strecker-szintézissel állítanak elő cianid és formaldehid felhasználásával. Másik kereskedelmileg fontos kelétképző a hidroxietil-etilén-diamin. Számos bioaktív vegyületben és gyógyszermolekulában található N-CH2-CH2-N kötés, köztük egyes antihisztaminokban is.

### A gyógyszeriparban
Az aminofillin nevű hörgőtágító gyógyszerben a teofillin hatóanyagot szolubilizáló segédanyagként alkalmazzák. Ezen kívül bőrgyógyászati készítményekben is alkalmazták, de ezek egy részéből már kivonták, mivel kontakt dermatitiszt okozott. Gyógyszerkészítmény segédanyagaként szájon át történő alkalmazás esetén a biológiai hasznosulása – a jelentős first-pass effektus miatt – kb. 34%, a vizelettel kevesebb, mint 20% ürül.
Az etilén-diamin alapú antihisztaminok az első generációs antihisztaminok öt családja közül a legrégebbiek, kezdve az 1933-ban a franciaországi Pasteur Intézetben felfedezett piperoxánnal (más néven benodain), de ide tartozik a mepiramin, tripelennamin és az antazolin is. A többi osztály etanolamin, alkil-amin, piperazin és más vegyületek (szerkezetileg a fenotiazin, triciklusos antidepresszánsok, valamint a ciproheptadin-fenindamin család vegyületeihez hasonlító, főként tri- és tetraciklusok) származékai.

### Műanyagokban
Két amincsoportjának köszönhetően széles körben használják különféle polimerek előállításához. Formaldehiddel képzett kondenzációs származékai lágyítószerek. Széles körben használják poliuretán szálak gyártásához is.

### További felhasználásai
- Oldószerként: poláris oldószerekkel elegyedik, fehérjék, például albuminok és kazein szolubilizálására használják.
- Korróziógátlóként festékekben és hűtőfolyadékokban.
- Állatok takarmányába jodidforrásként etilén-diamin-dihidrojodidot adnak

## Koordinációs kémia
A koordinációs kémiában jól ismert kétfogú (bidentát) kelátképző ligandum, melyben a két nitrogénatom nemkötő elektronpárja koordinálódik a központi ionhoz. Ligandumként rövidítése „en”. A [Co(etilén-diamin)3]3+ komplex a királis trisz-kelát komplexek alaptípusa. A szalén ligandumokat – melyek némelyikét katalizátorként használják – szalicilaldehidek és etilén-diamin kondenzációjával nyerik.

### Hasonló ligandumok
Hasonló származékai a tetrametiletilén-diamin (TMEDA) és a tetraetiletilén-diamin (TEEDA). Királis analógjai többek között az 1,2-diaminopropán és a transz-diaminociklohexán.

## Biztonságtechnikai információk
Az ammóniához és más kis molekulatömegű aminokhoz hasonlóan irritálja a bőrt és a légzőrendszert. Ha nem jól záródó edényben tárolják, a folyékony anyag párolgása mérgező és irritáló gőzt bocsát ki a környezetbe, különösen melegítés hatására. A gőzök a levegő páratartalmával reagálva jellegzetes fehér ködöt képeznek, mely rendkívül erősen irritálja a bőrt, a szemet, a tüdőket és a nyálkahártyákat.

## Fordítás
Ez a szócikk részben vagy egészben  az   Ethylenediamine című angol Wikipédia-szócikk ezen változatának fordításán alapul.  Az eredeti cikk szerkesztőit annak laptörténete sorolja fel. Ez a jelzés csupán a megfogalmazás eredetét és a szerzői jogokat jelzi, nem szolgál a cikkben szereplő információk forrásmegjelöléseként.

## Külső hivatkozások
- IRIS EPA Ethylenediamine
- CDC - NIOSH Pocket Guide to Chemical Hazards
- Chemical data